# Toliaranella fisheri
Espèce
Toliaranella fisheri est une espèce de pseudoscorpions de la famille des Feaellidae.

## Distribution
Cette espèce est endémique de la région Anôsy à Madagascar. Elle se rencontre dans la réserve de Berenty et la forêt de Mahavelo.

## Description
Le mâle holotype mesure 1,56 mm et la femelle paratype 2,15 mm, les mâles mesurent de 1,54 à 1,72 mm et les femelles de 1,83 à 2,15 mm.

## Systématique et taxinomie
Cette espèce a été décrite par Lorenz, Loria, Harvey et Harms en 2022.

## Étymologie
Cette espèce est nommée en l'honneur de Brian L. Fisher.

## Publication originale
- Lorenz, Loria, Harvey & Harms, 2022 : « The Hercules pseudoscorpions from Madagascar: A systematic study of Feaellidae (Pseudoscorpiones: Feaelloidea) highlights regional endemism and diversity in one of the “hottest” biodiversity hotspots. » Arthropod Systematics & Phylogeny, vol. 80, p. 649-691.